# Mission d'appui des Nations unies au Timor oriental
La Mission d'appui des Nations unies au Timor oriental ou MANUTO (en anglais : United Nations Mission of Support to East Timor ou UNMISET) a été créée par la résolution 1410 du Conseil de sécurité des Nations unies (2002) , adoptée le 17 mai 2002 par le Conseil de sécurité des Nations unies. Cette résolution est entrée en vigueur le 20 mai suivant, à la date de l'indépendance formelle du Timor oriental.
La MANUTO a repris, avec quelques compétences différentes, les charges assurées depuis 1999 par les précédentes missions de l'ONU au Timor Oriental: Mission des Nations unies au Timor oriental (UNAMET).
Son mandat était initialement de douze mois, et a été prorogé à diverses reprises, jusqu'au 20 mai 2005, date à laquelle une simple mission politique, le Bureau des Nations unies au Timor Leste a pris le relais, avant que les violences du printemps 2006 ne conduisent à un réengagement des Nations unies dans le pays avec la mise sur pied de la Mission intégrée des Nations unies au Timor-Leste (MINUT) le 25 août 2006

## Contexte
Le Timor Oriental  a obtenu son indépendance pour la première fois le 28 novembre 1975 après environ 450 ans de domination portugaise. Cependant le 7 décembre de la même année le Timor Oriental s'est fait envahir par l’Indonésie qui malgré les revendications de l’ONU refuse de retirer ses troupes du territoire timorais et annexer les territoires timorais l’année suivante. 
À la suite de cette invasion, les forces armées indonésiennes ont du s'opposer aux résistants timorais dans une guerre civile qui aurait fait environ 60 000 morts. Autour des années 1990 la résistance timoraise est très expérimentée et affaiblit beaucoup les rangs indonésiens de plus toutes les initiatives non militaire, c’est-à dire politico-culturelles de l’Indonésie sont critiquées et rejetées par les timorais. S’ajoute à cela un contexte d’instabilité politique en Indonésie avec en 1998 de grandes vagues de contestation du pouvoir autoritaire instauré en 1955. 
Tous ces facteurs sont d’une très grande importance car grâce à eux le Timor Oriental s’est vu accorder son indépendance et une place à l’ONU le 20 mai 2002 à la suite du plan d’autonomie du Timor Oriental proposé par le secrétaire général de l’ONU Kofi Annan, en mars 1999. 
Le Timor Oriental est donc un pays jeune sans aucune expérience concrète de l’indépendance tout droit sorti de 25 ans de guérilla, l’ONU décide donc d’intervenir pour aider le jeune pays a se construire en toute sécurité intérieure et extérieure et à l’assister à se définir politiquement et économiquement.

## Les objectifs de la mission
La mission MANUTO succède à la mission ATNUTO (Administration transitoire des Nations unies au Timor oriental) dont l’objectif était d’établir un système de transition avant l’indépendance de jure du Timor Oriental. La mission MANUTO est suivie de la mission MINUT (Mission intégrée des Nations unies au Timor-Leste) chargé de maintenir l’ordre après les violences du printemps 2006.
La mission était partie pour un mandat de 12 mois après la résolution 1410 de l’ONU, elle s’établit autour de trois axes: le premier est un programme concernant l'administration publique, le système judiciaire et la justice en matière de crimes graves ; le second concernant le renforcement du maintien de l'ordre ; et le troisième concernant le renforcement de la sécurité et de la stabilité du pays.

## Forces de l'ONU
L'effectif total autorisé conformément à la résolution 1410 du Conseil de sécurité du 17 mai 2002 a été jusqu'à 5 000 militaires, dont 120 observateurs militaires, et 1 250 policiers civils. 

Des crédits ont également été prévus pour 455 membres du personnel civil international, 100 experts pour le groupe de soutien civil, 241 volontaires des Nations unies et 977 employés recrutés localement.
L'effectif total autorisé conformément à la résolution 1543 du Conseil de sécurité du 14 mai 2004 a été de 477 militaires, dont 125 personnes de l'Unité d'intervention internationale et 42 officiers de liaison militaires et 157 policiers civils.

Des crédits ont également été prévus pour 336 membres du personnel civil international, 144 Volontaires des Nations unies et 614 membres du personnel national.
La force au retrait (30 avril 2005) a été de 635 personnes en uniforme au total, dont 469 soldats, 41 officiers de liaison et 135 policiers civils ; appuyés par 264 fonctionnaires internationaux, 100 Volontaires des Nations unies et 523 employés civils locaux
Point culminant (31 août 2002) :
- Militaire : 4 776
- Police des Nations unies : 771
- Civils internationaux : 465
- Civils locaux : 856

## Actions
Cette mission a déploré la perte de :
- 11 soldats
- 2 observateurs militaires
- 2 membres du personnel international
- 4 employés civils locaux
- 2 divers

## Aspects financiers
Mode de financement :
- Cotisations relatives à un compte spécial

Dépenses du 1er juillet 2002 au 30 juin 2003 :
- 287 941 100 dollars US (brut)

Crédits du 1er juillet 2003 au 20 mai 2004 :
- 196 007 600 dollars US (brut)

Crédits du 21 mai au 30 juin 2005 :
- 81 549 200 dollars US (brut)

Total des dépenses : 
- 565 497 900 dollars US (brut)

## Décoration

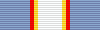
Ruban de la Médaille MANUTO